# عربة رباعية الخيول

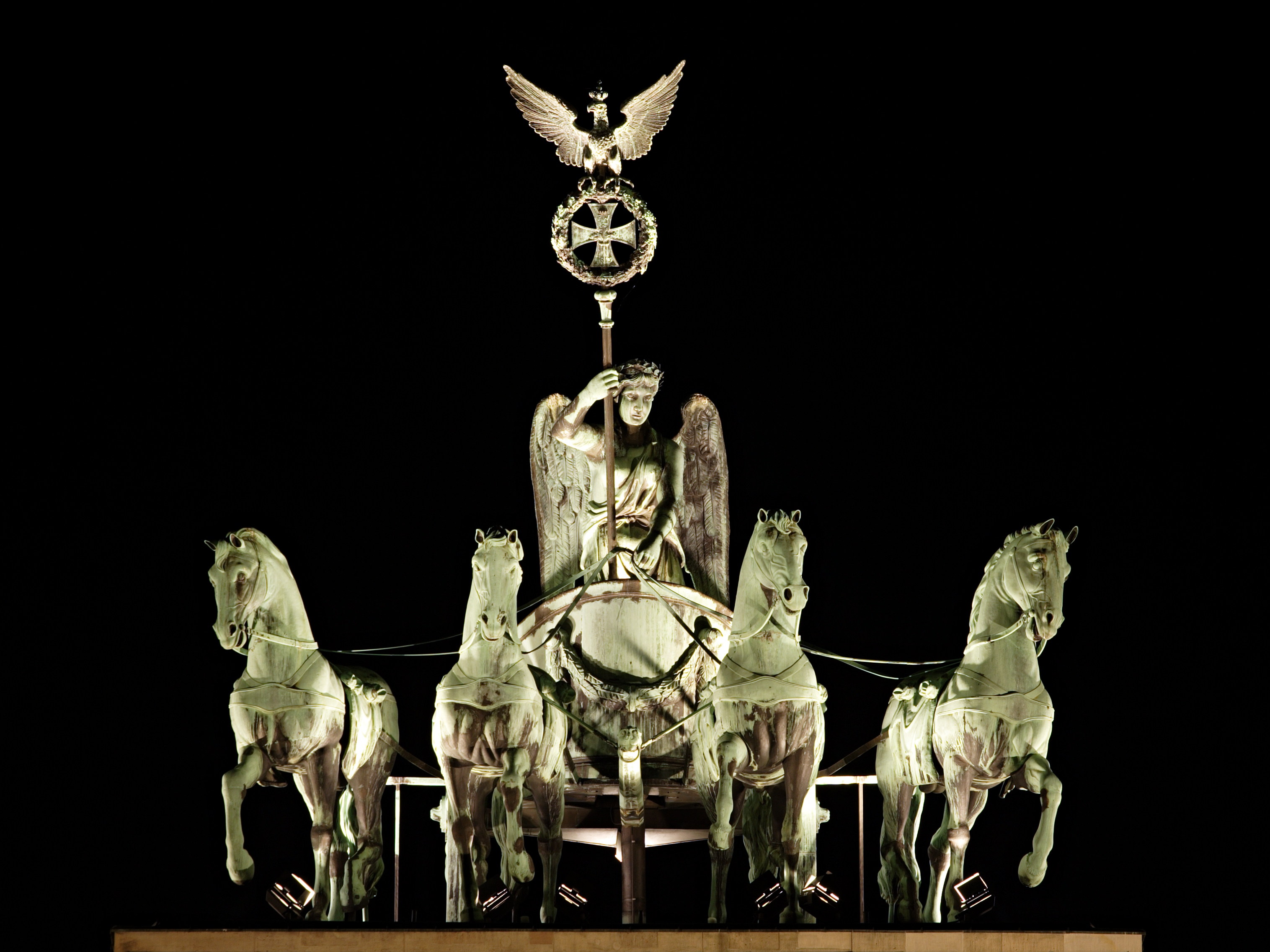
الكوادريغا أعلى بوابة براندنبورغ في برلين

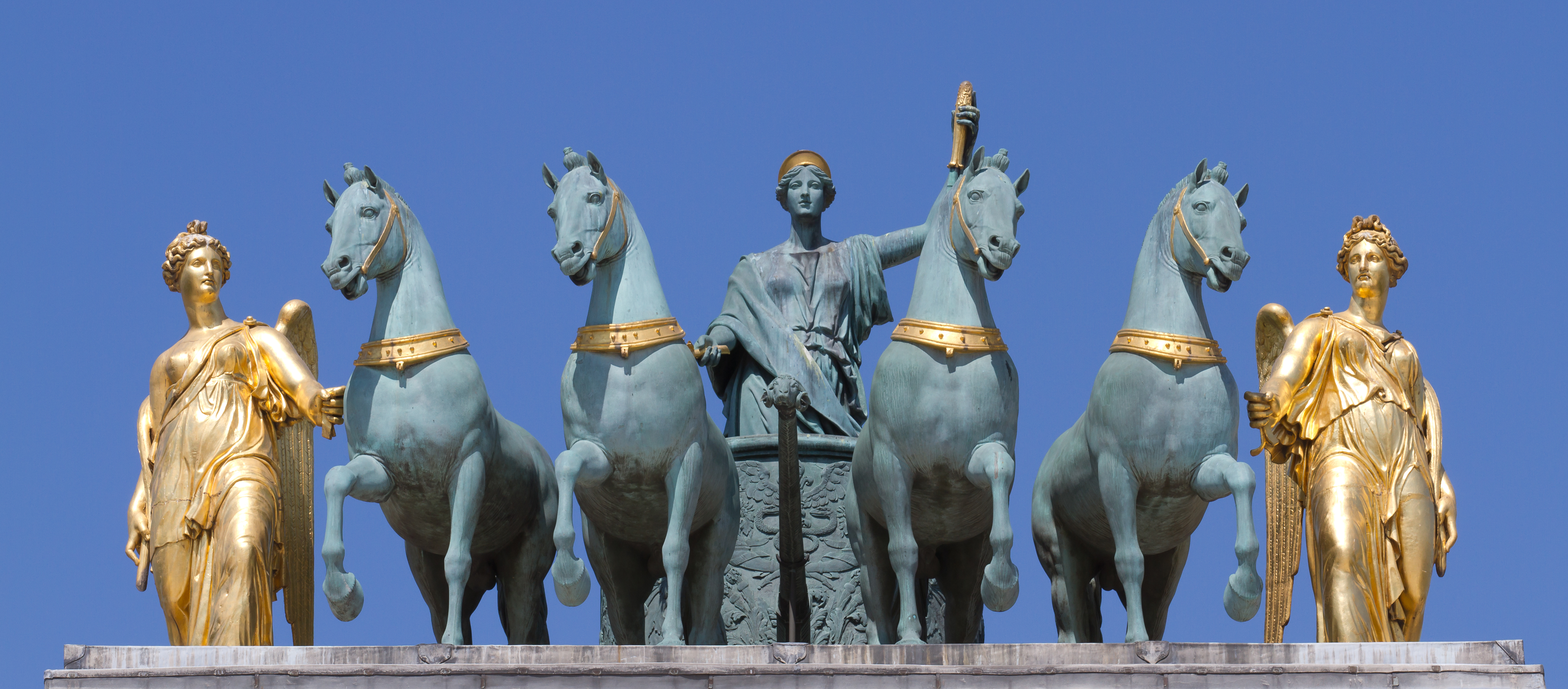
الكوادريغا تعلو قوس الكاروسيل في باريس

عربة رباعية الخيول (باللاتينية: Quadriga) وتقرأ الكوادريغا، هي مركبة أو عربة تجرها أربعة خيول. وقد كانت الكوادريغا تستخدم في الألعاب الأولمبية قديماً. واعتمد الرومان القدماء على الكوادريجا في سباقات العربات الحربية.
تعدّ العربة رباعية الخيول شعاراً للنصر والشهرة. وفي كثير من الأحيان كانت تصوّر امرأة منتصرة وهي تقودها. في الميثولوجيا الكلاسيكية، الكوادريغا هو عربة الآلهة؛ أبولو كان يصوّر يقود عربته-الكوادريجا- عبر السماوات، ويجلي النهار ويزيل الليل.
العربة رباعية الخيول كلمة قد تشير إلى العربة وحدها، دون الأربعة خيول، أو كليهما.